# Paul-Émile Rochon
Paul-Émile Rochon (Saint-Eustache, 7 octobre 1878 - Ottawa, 11 mars 1966 à l'âge de 87 ans) est un médecin canadien.

## Biographie
Fils de Léon et d'Arthémise Cléroux, il fut reçu médecin magna cum laude le 2 juin 1902 de l'École de Médecine de Montréal, Faculté médicale de Laval. Il a vécu à Clarence Creek, Prescott-Russell, de 1913 à 1946.
En 1919 il prit la charge d'Officier de Santé pour le canton (M.O.H.), charge qu'il détient toujours en 1943.
Avec quelques amis, il organisa la compagnie "The Clarence Telephone Company, Limited" en 1926. Cette compagnie desservait tout le canton de Clarence excepté la route 17. Il en a été le secrétaire-trésorier du début jusqu'à 1943 au moins.
Président de l'Association canadienne-française d'Éducation de l'Ontario (ACFÉO) de 1934 à 1938, il a proposé un changement de nom pour l'association de ACFÉO à AFO (Association Franco-Ontarienne). Cela ne fut pas accepté. Cependant le sigle est récemment devenu AFO (pour Assemblée de la francophonie de l'Ontario).

## Mariages
- Mariage du Dr Rochon et de Régina Leblanc : le 6 juin 1904, à Saint-Janvier, Co. Terrebonne, Québec
- Mariage du Dr Rochon et de Diana Leblanc (sœur de la précédente) le 27 avril 1910, à Mascouche